# Гурьевка (Мамадышский район)
Гурьевка — село в Мамадышском районе Татарстана в составе Кляушского сельского поселения.
Расположено на берегу реки Вятки примерно в 35 км к северу от города Мамадыш. В 5 км севернее деревни Гурьевка проходит граница Татарстана и Кировской области, а в 2 км восточнее — граница Татарстана с Удмуртией.
В селе 3 улицы: Береговая, Нагорная и Новая.

## История
В книге сборников Казанской Епархии за 1838 год значится следующее: «Гурьевка — Ефремов Починок — Лыябаш Кляушской волости Мамадышского уезда». Основаны помещиком Гурьевым. В его поместье было мало крестьян. В 1837 году деревня перешла во владение помещика Лебедева. Как и почему д. Гурьевка перешла к нему, в документах не было обнаружено, но легенда гласит, что помещик просто купил. Лебедев переселил в д. Гурьевку много крестьян из Пензенской губернии (по другим сведениям - из Нижегородской губернии). В документах не упомянуто, как приобрёл помещик Лебедев этих крестьян в дореформенное время, до 1861 года., но легенда сообщает два варианта: выиграл в карты и выменял на собак, потому что помещик Лебедев имел большую охотничью псарню. Родоначальником династии является Евграф Алексеевич Лебедев, предположительно 1760 года рождения секунд-майор в отставке. Он являлся основателем Гурьевки. По генеральному плану межевания Казанской губернии произведённому в 1793-1803 гг. Лебедев имел три владения в Мамадышском уезде. Все они описаны в списке дач – участков земли расположенных в лесу. Самая крупная деревня Лебедевка, на р. Шия, притоки Вятки, её другое название — Кобыль копёр. Две дачи упомянутом в списке объединены под названием Гурьевская пустошь. Здесь впервые встречается название д. Гурьевка.
На безымянном овраге владельца Лебедева (в настоящем место нахождение с. Гурьевка) состоит поташный завод из 12 котлов, на нём вываривается в год поташа до тысячи пудов и более.
Земля песчаная и глинистая, урожай хлеба лучше ржи, овса и ячменя. Проще земля под покосы, отдаётся под наём соседним обывателям.
В лесу произрастают деревья разных пород, водятся звери лисы, медведи, волки. Птицы тетерева, ястребы, дикие утки.
Помещику Лебедеву в Гурьевской пустоши принадлежало 13116 десятин земли. Из них лесу 12383 десятины. Пашни 34 десятины, сенокоса 15 десятин.
В описании дач Мамадышского уезда на период с1793 г. по 1803 г. будущие д. Гурьевка объединены с Лубянами, так как был у них один владелец Лебедев. В последующем таковыми стали его наследники. д. Гурьевка соседствует с д. Кубакщур (Плаксиха), предание гласит, что первыми жителями Плаксихи были разбойники. Люди, прятавшиеся там, после разгрома войск Емельяна Пугачёва. Следующее упоминания о Гурьевке – 1813 год, у Лебедева имелась 201 душа крестьян, 1967 десятин земли. В то время в Гурьевке сын Лебедева, Александр имел два поташных завода, две водяные мельницы. На одной мельнице было три постава и лесопильня на две рамы. Также отставной майор содержал завод для выделки смолы и дёгтя. Александр Лебедев был камергером императорского двора, действительным статским советником. Лица, имевшие эти звания, занимали высшие государственные должности. Но основным занятием в поместье была распиловка брёвен и липовых кряжей на доски. Оборудование состояло из одной паровой машины и двух паровых котлов мощностью 40 лошадиных сил. В год изготовляли продукции на сумму 32200 рублей. Средний годовой заработок рабочего в 1896 году составлял 188 рублей.
В документах 1848 года значится: До уездного города Мамадыша от д. Плаксиха было 40 вёрст, от с. Гурьевка — 30.
Первое упоминание в документах государственного архива о лебедевской даче Гурьевка относится именно к 1861 году, году отмены крепостного права в России при императоре Александре II.
Отставной майор Александр Евграфович Лебедев дворянин, член Казанского дворянского собрания, по одним данным получил лесные угодья в даче Гурьевка (так значится в архивных документах) за верную службу царю и отечеству. Так это или не так, но дача стала называться в дальнейшем в казённых реестрах «Лесные угодья на р. Вятке Гурьевка — Лубяны господ Лебедевых, величиною 11327 десятин Кляушской волости Мамадышского уезда Казанской губернии».
Если в Лубянах в 1886 году дворов было 19, а население составляло всего 89 человек, то в д. Гурьевке насчитывалось 45 дворов, население 334 человека. В д. Плаксихе имелось 110 дворов, население 602 человека. Мужчин — 286, женщин — 310.
Если население д. Лубяны в основном было безземельным и оно работало на
лесопильне помещика Лебедева, то жители д. Гурьевка и д. Пласиха занимались сельским хозяйством, в основном посевами зерновых. В Гурьевке четыре семьи занимались пчеловодством. Ими поставлялись особые сорта мёда: липовый и цветочный (гречишный). Более двухсот пудов шло на рынок. Также гурьевские и плаксинские крестьяне занимались рыболовством по реке Вятка и поставляли на рынок около тысячи пудов речной рыбы. За рыбную ловлю на территории д. Гурьевки, Елабужский мещанин Яков Кумышин заплатил арендную плату за год — 45 рублей. А крестьянин Степан Михайлов из д. Плаксихи за год — 3 рубля 30 копеек.
В 1894 году на ремонт трактовой дороги до станции Кляуш выставлены 40 конных людей и 220 пеших. Помещик Лебедев был, от ремонта дорог, освобождён так как имел лесопильни и поташные заводы в основном в с. Гурьевка, производя на них товару на 250 тысяч рублей, имел в 1903 году 74 рабочих. Заработная плата на лесопильнях, поташных заводах составляла у мастеров 25 — 30 рублей, у рабочих 15 — 20 рублей. Что это за деньги, можно судить по тому, что крестьянская корова стоила 3 — 5 рублей, а крестьянская лошадь 7 — 8 рублей.
В Мамадышском уезде в 1861—1917 годах числилось шесть поташных заводов. Они принадлежали дворянам, их тоже было шесть. Поташ шёл на мыловаренные заводы г. Казани, на Нижегородскую ярмарку. В 1862 году они производили продукцию на 61 тысячу рублей.
Вот отчёт о работе поташного завода при д. Гурьевка за 1875 год: «Чанов — 12, котлов — 6. выработано поташи — 1500 пудов. Мастеров на заводе — 2, рабочих — 8, заработок мастера 20 рублей, рабочих 10 рублей. Мастера и рабочие — русские. Товар отправляется в Нижний Новгород, в Казань, продаётся с места. Для производства используется зола, собранная у крестьян в округе, дрова вырубленные в лебедевской даче. Управляющий заводом Чепурин.»
В Лебедевской даче существовало несколько лесничеств. Гурьевское лесничество просуществовало не долго (1922—1923). Леса этого лесничества (часть по берегам р. Вятки) когда лесным смотрителем являлся А. М. Филиппов, были переданы крестьянам д. Гурьевки, а остальная часть в ведение Вахитовского лесничества. Леса эти также были вырублены, а земли распаханы.
В начале XX века в с. Гурьевка функционировали земская школа, две мелочные лавки. В этот период земельный надел сельской общины составляли 83 десятины. До 1920 года село входило в Кляушскую волость Мамадышского уезда Казанской губернии.
С 1920 года в составе Мамадышского района Татарской АССР. С 10.08.1930 в Таканышском, с 01.01.1932 в Кукморском, с 10.02.1935 в Таканышском, с 01.02.1963 в Мамадышском районах. Число жителей: в 1859 г. — 170, в 1897 г. — 359, в 1908 г. — 424, в 1926 г. — 620, в 1949 г. — 523, в 1958 г. — 413, в 1970 г. — 254, в 1979 г. — 137, в 1989 г. — 92 человека.